# Camposano
Camposano (Cambasano in dialetto locale) è un comune italiano di 5 017 abitanti della città metropolitana di Napoli in Campania.

## Geografia fisica
È situato a circa 30 chilometri ad est dal capoluogo e fa parte dei comuni del nolano.

## Origini del nome
Il toponimo "Camposano" ha subito vari mutamenti negli anni. È infatti attestato verso la metà del Settecento come "Campasano" nell'opera di Gianstefano Remondini, all'interno della quale vi è una descrizione delle varie epigrafi romane ritrovate sul territorio del comune. Inoltre in altri documenti tra cui un resoconto militare ed un'illustrazione della Diocesi di Nola esso compare menzionato come "Campassano". In una descrizione del 1798 riguardante il regno delle due Sicilie esso è così menzionato:
Il toponimo Camposano, sulla base delle attestazioni storiche e della stessa forma locale, non sembra collegato a campo, bensì a un personale latino Campasius, con la desinenza -ānus, tipica degli etnici. La vocale -o- sarebbe quindi una ricostruzione paretimologica. Allo stesso modo sono da considerarsi paretimologie la derivazione da un tempio dedicato al Dio Giano denominato Campus Iani e la storia dei profughi nolani che vi trovarono salvezza e salute da cui il luogo sarebbe stato chiamato "Campo sano".

## Storia
Le origini del paese sembrano risalire al tempo della seconda guerra punica. Il comune sorge costeggiando il percorso dell'antico fiume Clanio, che oggi costituisce il confine tra Camposano e Cicciano, conservando ancora alcune tracce della centuriazione romana con la classica pianta a scacchiera.

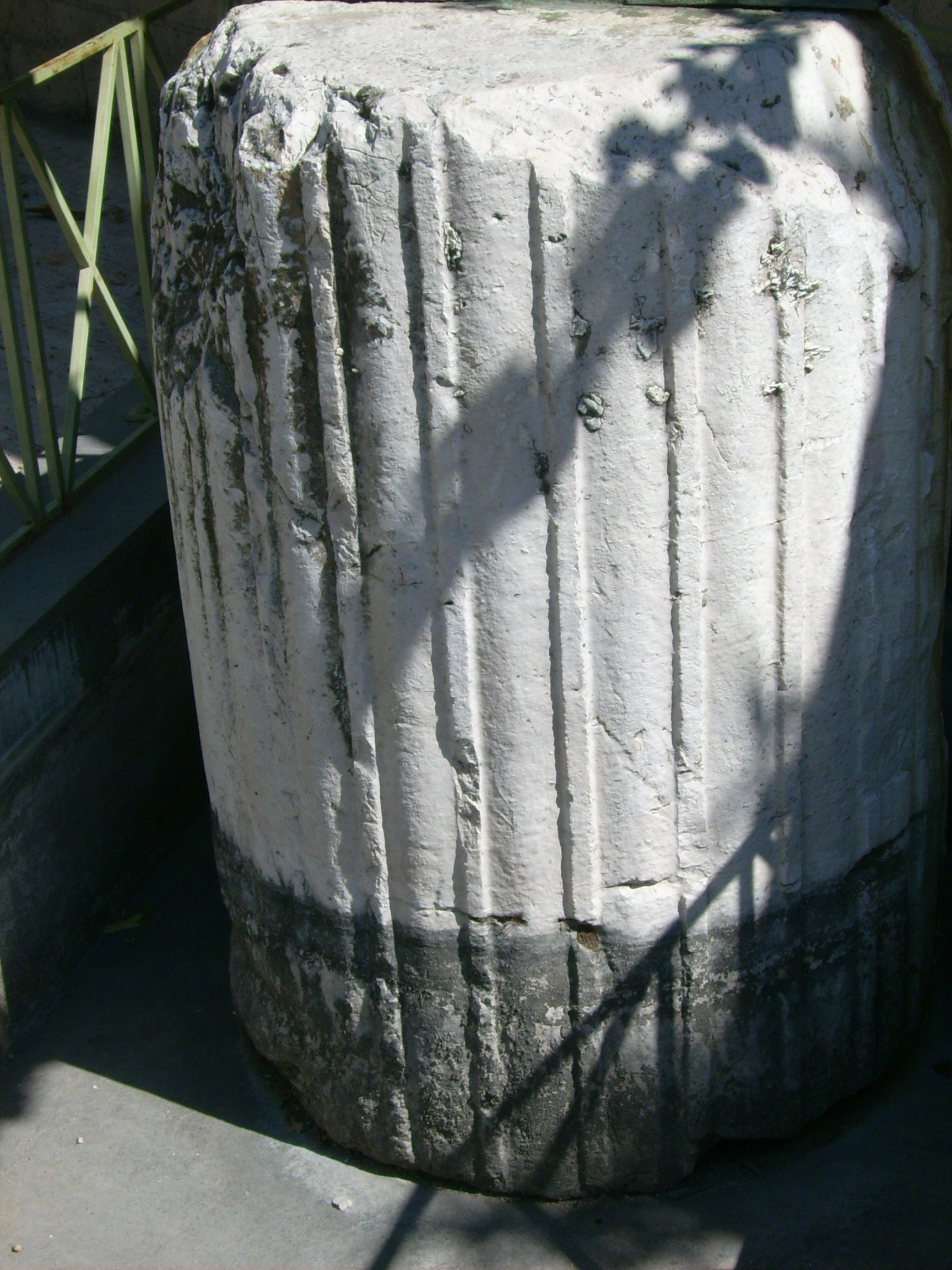
Colonna romana

Prime attestazioni di una frequentazione del territorio risalgono orientativamente al periodo tra il I secolo a.C. ed il I secolo d.C. grazie al ritrovamento di alcuni cippi funerari romani, alcuni dei quali presumibilmente incassati nella pavimentazione della chiesa della Santa Croce mentre di uno di essi, ritrovato dallo storico G. Remondini presso la "Congregazione" (Chiesa del Rosario), è ignota l'attuale ubicazione.
P.SABIDIO

P.LIB.PRISCO

EPINICIVS.PATRON.

LIB.PIISSIMO.
LASCIVA.AVG.LIB.....

VIXIT. ANNIS. XXV.

T.FLAVIVS. AVG. L. ... FRAT.

FLAVIA. AVG. L. CARINIA. MAT.

TI.CLAVDIVS. PRINCINIVS. PAT.

H.M.S.S.H.N.S.
HIC.EGO.DOLORI CONSTITVI. AETERNUM.

LACHRIM ISQVE. TERMINVM

H.S.S.M.H.N.S.

MIHI ET. TIBI
DIIS.MANIBVS

Q.OVIO. Q.F.GALERIO. MODESTO

VIX. A. XX.

ET. GAVIAE DOR.GAL.

SORORI. EIVS

GAVIA. LYRIS. MATER

ET SIBI

IN F.P. XXI IN AGR. P. XXI
Vi sono inoltre alcune porzioni di colonne romane, una delle quali utilizzata come basamento per la statua di San Gavino posta nella villetta comunale di nuova costruzione. Le prime notizie su Camposano risalgono al 1308, quando il luogo era un semplice agglomerato di case; questo piccolo villaggio crebbe grazie a molti rifugiati che preferirono l'aria pura della campagna e grazie a ciò, da un centinaio di persone il numero della popolazione salì progressivamente.
Un particolare momento florido si ebbe nella seconda metà del Settecento con la realizzazione della strada principale che collega Camposano ai vari centri dell'Agro nolano.
Nell'autunno del 1842 la prima divisione dell'esercito regio, comandata dal Maresciallo di campo Lecca, occupò la zona dislocando 7 battaglioni di fanteria della brigata del tenente Wonderweid sul territorio di "Campassano".
Nel 2020 fu inserito nei comuni più ecologici di Italia.

### Simboli
Lo stemma comunale e il gonfalone sono stati concessi con decreto del presidente della Repubblica del 19 gennaio 1976.
Il gonfalone è un drappo partito di bianco e di giallo.

## Monumenti e luoghi d'interesse

### Architetture religiose
- Chiesa di San Gavino
- Chiesa del Sacro Cuore
- Chiesa del Rosario
- Chiesa di San Donato(edificio situato in periferia nel confine tra Camposano e Cimitile)
- Chiesa della Madonna in Albis(si tratta di una piccola struttura al confine tra Camposano e Cicciano)

### Architetture civili
- Palazzo Scotti

## Società

### Evoluzione demografica
Abitanti censiti

### Etnie e minoranze straniere
Secondo i dati ISTAT al 31 dicembre 2018 i cittadini stranieri residenti a Camposano erano 143, corrispondenti al 2,6% della popolazione. Le nazionalità maggiormente rappresentate erano:
- Romania 64 1,2%
- Polonia 26 0,4%
- Ucraina 24 0,4%
- Algeria 9 0,1%

### Tradizioni e folclore
San Gavino è il patrono di Camposano, ma notizie certe non sono pervenute del motivo. Si sa comunque, che San Gavino Martire era "Capitano Generale" di Cavalleria al quale venne ordinato, dal Presidente Barbaro, di custodire due prigionieri: Proto e Gianuario. Durante la prigionia, Gavino fu profondamente colpito dalle idee di carità e di amore di cui quei due prigionieri si erano fatti portatori, fino al punto di liberarli. 
Quando Barbaro seppe la notizia della loro liberazione ordinò la decapitazione di Gavino. Molti fedeli di Camposano affermano di aver ricevuto "grazie" per l'intercessione del Santo.

## Economia
L'economia di Camposano si fonda prevalentemente sull'agricoltura e la sua realtà economica è arricchita dalla costruzione dell'interporto che ha lo scopo di assicurare scambi commerciali.

## Infrastrutture e trasporti
Il comune è servito dall'omonima stazione, sulla linea Napoli - Nola - Baiano della ferrovia Circumvesuviana.

## Amministrazione
Di seguito è presentata una tabella relativa alle amministrazioni che si sono succedute in questo comune.
| Periodo         | Periodo         | Primo cittadino    | Partito                        | Carica              | Note   |
| --------------- | --------------- | ------------------ | ------------------------------ | ------------------- | ------ |
| 19 maggio 1989  | 12 luglio 1990  | Giuseppe Barbati   | Democrazia Cristiana           | Sindaco             | [ 10 ] |
| 12 luglio 1990  | 11 maggio 1992  | Giuseppe Barbati   | Democrazia Cristiana           | Sindaco             | [ 10 ] |
| 11 maggio 1992  | 4 ottobre 1993  | Francesco Barbato  | Partito Socialista Italiano    | Sindaco             | [ 10 ] |
| 7 dicembre 1993 | 7 febbraio 1994 | Ferdinando Mone    |                                | Comm. pref.         | [ 10 ] |
| 7 dicembre 1994 | 14 giugno 1994  | Fernando Mone      |                                | Comm. straordinario | [ 10 ] |
| 14 giugno 1994  | 25 maggio 1998  | Francesco Barbato  | -                              | Sindaco             | [ 10 ] |
| 25 maggio 1998  | 24 ottobre 2000 | Giuseppe De Capua  | centro-sinistra                | Sindaco             | [ 10 ] |
| 24 ottobre 2000 | 14 maggio 2001  | Ferdinando Amoruso |                                | Comm. straordinario | [ 10 ] |
| 14 maggio 2001  | 30 maggio 2006  | Gavino Nuzzo       | lista civica                   | Sindaco             | [ 10 ] |
| 30 maggio 2006  | 3 marzo 2010    | Gavino Nuzzo       | lista civica                   | Sindaco             | [ 10 ] |
| 3 marzo 2010    | 17 maggio 2011  | Gabriella D'Orso   |                                | Comm. straordinario | [ 10 ] |
| 17 giugno 2011  | 23 giugno 2016  | Giuseppe Barbati   | lista civica Camposano vince   | Sindaco             | [ 10 ] |
| 23 giugno 2016  | marzo 2021      | Francesco Barbato  | lista civica Risorge Camposano | Sindaco             | [ 10 ] |
| marzo 2021      | 4 ottobre 2021  | Elena Sorrentino   |                                | Comm. prefettizio   | [ 10 ] |
| 4 ottobre 2021  | in carica       | Francesco Barbato  | lista civica Prima i cittadini | Sindaco             | [ 10 ] |

### Gemellaggi
- Porto Torres, dal 2016[11][12]